# Clásico RCN 2020
Le 60 Clásico RCN "Cerveza Andina" 2020 (nom officiel) est une course cycliste par étapes qui a lieu du 29 novembre au 6 décembre 2020. La soixantième édition du Clásico RCN n'est pas inscrite au calendrier de l'UCI America Tour 2021.

## Présentation

### Équipes participantes
Le nombre d'équipes prévues au départ a fluctué. De dix-huit équipes (et cent soixante-dix coureurs) annoncées fin octobre, il est monté à vingt-trois début novembre. Pour redescendre à dix-neuf formations et cent soixante-dix-neuf concurrents à trois jours du départ. En raison des cas positifs à la Covid, lors du dernier Tour de Colombie, l'équipe Sundark Arawak est absente. Dans les dernières heures précédant la course, celle-ci est rejointe dans les défections par trois autres formations, toujours en raison de la pandémie. C'est d'abord, les Boyacenses d'Indeportes Boyacá Avanza BRC qui déclinent leur participation. Puis c'est au tour de l'équipe Ingeniería de Vías de déclarer forfait. Et ensuite les EPM-Scott, avec dans leurs rangs Juan Pablo Suárez et Alexander Gil, deux des principaux prétendants au titre, prennent la décision de ne pas prendre le départ de l'épreuve. Au contraire, l'équipe IDEA - Indeportes Antioquia - FLA - Lotería de Medellín préfère participer avec une équipe amoindrie, en excluant les trois coureurs positifs de sa sélection. Ainsi c'est un total de seize formations et cent trente-six coureurs qui s'élancent dans le contre-la-montre par équipes inaugural.
| Équipes continentales (4)- Medellín - Supergiros-Alcaldía de Manizales - Colombia Tierra de Atletas-GW Bicicletas - IDEA-Ag. Antioqueño-Ind. Antioquia-Lot. Medellín Équipes amateurs (10)- Colnago CM Team - UAE Team Colombia - Aguardiente Néctar-Indeportes Cundinamarca - Edimar - Quicideportes - Carnaval del Pollo - EBSA Empresa de Energía Boyacá - Avinal-GW-Sistecrédito - Tolima es Pasión - Sheffy - Fuerzas Armadas - Alcubo Travel - Fundación Depormundo - Alcaldía de La Vega - Loteboy - A Tope Cycling Équipes régionales et de clubs (2)- Manzur Cycling Design - Team Neiva - HyF Sport |
| |

### Parcours
En raison de la pandémie, la compétition, initialement prévue en septembre comme chaque année, avec un format de dix étapes est finalement déplacée à fin novembre - début décembre avec seulement huit étapes au programme. Le départ de l'épreuve se fait d'Ibagué avec un contre-la-montre par équipes et se termine à Concepción, dans l'Oriente antioqueño (es), sept jours plus tard. Le parcours de 850,6 kilomètres passe par les départements du Tolima, de Quindío, de Valle del Cauca, de Risaralda, de Caldas pour terminer en Antioquia, mélangeant tous les profils de terrain. Cependant la montagne sera présente tous les jours, même le cinquième, disputé en solitaire entre Quimbaya et Filandia. Pour Luis Alfonso Cely, directeur sportif de l'équipe Colombia Tierra de Atletas - GW Bicicletas, cette étape sera déterminante pour le titre, car ses prétendants feront des différences dans cette cronoescalada, un contre-la-montre en côte.

### Favoris
Óscar Sevilla part à la chasse au record dans cette 60e édition. Déjà titulaire de quatre Clásico RCN (2008 (es), 2012, 2016 et 2019), il n'est plus qu'à un titre de Rafael Antonio Niño, recordman des victoires dans l'épreuve (1971, 1975, 1977, 1978 et 1979). Sevilla sera favori, à l'instar de son coéquipier Fabio Duarte, surtout en l'absence de Juan Pablo Suárez et Alexander Gil, cartes maîtresses de la formation EPM-Scott, forfaits.
Face à eux, se dresse la formation Colombia Tierra de Atletas - GW Bicicletas venue chercher la "triple couronne", après les victoires de Diego Camargo dans la Vuelta de la Juventud et dans le Tour de Colombie. Même si ce dernier est absent, renforcée par Didier Merchán, l'équipe reste forte avec pour leaders Darwin Atapuma et Hernán Aguirre. Salvador Moreno, ayant montré un solide potentiel dans le dernier Tour de Colombie (en remportant deux étapes se terminant en ascension), fait également figure de favori.
Les UAE Team Colombia (es), équipe composée uniquement de moins de 23 ans, dans laquelle se relèvent Roosbelth Rojas, meilleur néophyte de la Vuelta 2020 et Germán Darío Gómez, troisième de la dernière Vuelta de la Juventud, sont à même de dynamiser l'épreuve. Outre Suárez et Gil, l'autre grand figure absente de la compétition est Danny Osorio, déjà deux fois sur le podium de l'épreuve.

## Étapes
| Étape     | Date    | Villes étapes              | type                         | Distance (km) | Vainqueur d'étape | Leader du classement général |
| --------- | ------- | -------------------------- | ---------------------------- | ------------- | ----------------- | ---------------------------- |
| 1re étape | 29 nov. | Ibagué – Alvarado          | contre-la-montre par équipes | 27,1          | Medellín          | Brayan Sánchez               |
| 2e étape  | 30 nov. | Ibagué – Ibagué            | étape de moyenne montagne    | 148           | Edison Muñoz      | Óscar Sevilla                |
| 3e étape  | 1 déc.  | Ibagué – Buga              | étape de montagne            | 196,4         | Óscar Quiroz      | Óscar Quiroz                 |
| 4e étape  | 2 déc.  | Buga – Santa Rosa de Cabal | étape de moyenne montagne    | 152,4         | Róbigzon Oyola    | Rafael Pineda                |
| 5e étape  | 3 déc.  | Quimbaya – Filandia        | contre-la-montre en côte     | 16,7          | Óscar Sevilla     | José Tito Hernández          |
| 6e étape  | 4 déc.  | Pereira – Riosucio         | étape de montagne            | 123,5         | Javier Jamaica    | José Tito Hernández          |
| 7e étape  | 5 déc.  | La Pintada – Caldas        | étape de montagne            | 59,2          | Adrián Bustamante | José Tito Hernández          |
| 8e étape  | 6 déc.  | Medellín – Concepción      | étape de moyenne montagne    | 130,6         | Cristhian Montoya | José Tito Hernández          |

## Récit de la course

### 1reétape
Le Team Medellín gagne l'étape et Brayan Sánchez en profite pour endosser le premier maillot de leader.
| \| Classement de l'étape \| Classement de l'étape \| Classement de l'étape \| Classement de l'étape \| Classement de l'étape \| Classement de l'étape \| \| Équipe \| Équipe \| Pays \| Temps \| Écart de temps \| Vitesse moy. \| \| --------------------- \| ---------------------------------------------- \| --------------------- \| --------------------- \| --------------------- \| --------------------- \| \| 1re \| Medellín \| Colombie \| 25 min 09 s \| 0 s \| 64.413 km/h \| \| 2e \| Colombia Tierra de Atletas-GW Bicicletas \| Colombie \| 25 min 54 s \| + 45 s \| 62.548 km/h \| \| 3e \| UAE Team Colombia \| Colombie \| 26 min 14 s \| + 1 min 05 s \| 61.753 km/h \| \| 4e \| Supergiros-Alcaldía de Manizales \| Colombie \| 26 min 29 s \| + 1 min 20 s \| 61.170 km/h \| \| 5e \| Equipo Continental Orgullo Paisa \| Colombie \| 26 min 48 s \| + 1 min 39 s \| 60.447 km/h \| \| 6e \| Alcaldía de La Vega - Loteboy - A Tope Cycling \| Colombie \| 26 min 50 s \| + 1 min 41 s \| 60.372 km/h \| \| 7e \| Aguardiente Néctar-Indeportes Cundinamarca \| Colombie \| 26 min 54 s \| + 1 min 45 s \| 60.223 km/h \| \| 8e \| EBSA Empresa de Energía Boyacá \| Colombie \| 26 min 56 s \| + 1 min 47 s \| 60.148 km/h \| \| 9e \| Colnago CM Team \| Colombie \| 27 min 11 s \| + 2 min 02 s \| 59.595 km/h \| \| 10e \| Team Neiva - HyF Sport \| Colombie \| 27 min 37 s \| + 2 min 28 s \| 58.660 km/h \| |                                                |          |             |                |              |
| |                                                |          |             |                |              |
| |                                                |          |             |                |              |
| Classement de l'étape |                                                |          |             |                |              |
| Équipe | Équipe                                         | Pays     | Temps       | Écart de temps | Vitesse moy. |
| 1re | Medellín                                       | Colombie | 25 min 09 s | 0 s            | 64.413 km/h  |
| 2e | Colombia Tierra de Atletas-GW Bicicletas       | Colombie | 25 min 54 s | + 45 s         | 62.548 km/h  |
| 3e | UAE Team Colombia                              | Colombie | 26 min 14 s | + 1 min 05 s   | 61.753 km/h  |
| 4e | Supergiros-Alcaldía de Manizales               | Colombie | 26 min 29 s | + 1 min 20 s   | 61.170 km/h  |
| 5e | Equipo Continental Orgullo Paisa               | Colombie | 26 min 48 s | + 1 min 39 s   | 60.447 km/h  |
| 6e | Alcaldía de La Vega - Loteboy - A Tope Cycling | Colombie | 26 min 50 s | + 1 min 41 s   | 60.372 km/h  |
| 7e | Aguardiente Néctar-Indeportes Cundinamarca     | Colombie | 26 min 54 s | + 1 min 45 s   | 60.223 km/h  |
| 8e | EBSA Empresa de Energía Boyacá                 | Colombie | 26 min 56 s | + 1 min 47 s   | 60.148 km/h  |
| 9e | Colnago CM Team                                | Colombie | 27 min 11 s | + 2 min 02 s   | 59.595 km/h  |
| 10e | Team Neiva - HyF Sport                         | Colombie | 27 min 37 s | + 2 min 28 s   | 58.660 km/h  |

| \| Classement général \| Classement général \| Classement général \| Classement général \| Classement général \| \| Coureur \| Coureur \| Pays \| Équipe \| Temps \| \| ------------------ \| ------------------- \| ------------------ \| ------------------ \| ------------------ \| \| 1er \| Brayan Sánchez \| Colombie \| Medellín \| 25 min 09 s \| \| 2e \| Nicolás Paredes \| Colombie \| Medellín \| + 0 s \| \| 3e \| Weimar Roldán \| Colombie \| Medellín \| + 0 s \| \| 4e \| Óscar Sevilla \| Espagne \| Medellín \| + 0 s \| \| 5e \| Róbigzon Oyola \| Colombie \| Medellín \| + 0 s \| \| 6e \| Fabio Duarte \| Colombie \| Medellín \| + 0 s \| \| 7e \| Walter Vargas \| Colombie \| Medellín \| + 0 s \| \| 8e \| Robinson Chalapud \| Colombie \| Medellín \| + 0 s \| \| 9e \| José Tito Hernández \| Colombie \| Medellín \| + 0 s \| \| 10e \| Cristhian Montoya \| Colombie \| Medellín \| + 0 s \| |                     |          |          |             |
| |                     |          |          |             |
| |                     |          |          |             |
| Classement général |                     |          |          |             |
| Coureur | Coureur             | Pays     | Équipe   | Temps       |
| 1er | Brayan Sánchez      | Colombie | Medellín | 25 min 09 s |
| 2e | Nicolás Paredes     | Colombie | Medellín | + 0 s       |
| 3e | Weimar Roldán       | Colombie | Medellín | + 0 s       |
| 4e | Óscar Sevilla       | Espagne  | Medellín | + 0 s       |
| 5e | Róbigzon Oyola      | Colombie | Medellín | + 0 s       |
| 6e | Fabio Duarte        | Colombie | Medellín | + 0 s       |
| 7e | Walter Vargas       | Colombie | Medellín | + 0 s       |
| 8e | Robinson Chalapud   | Colombie | Medellín | + 0 s       |
| 9e | José Tito Hernández | Colombie | Medellín | + 0 s       |
| 10e | Cristhian Montoya   | Colombie | Medellín | + 0 s       |

La première étape disputée en contre-la-montre par équipes, entre Ibagué et Alvarado, dans le département du Tolima, développe 27,1 kilomètres. À la moyenne de 64,41 km/h, elle voit la formation Medellín confirmer les pronostics en s'imposant et en plaçant idéalement son chef de file Óscar Sevilla pour la conquête d'un cinquième titre. Les hommes de José Julián Velásquez dominent l'étape du début à la fin. À mi-course, ils avaient déjà vingt-six secondes d'avance sur la formation Colombia Tierra de Atletas de Darwin Atapuma, qui termine deuxième avec un retard de quarante-cinq secondes. Sur un terrain constamment en descente, les meilleures équipes ont utilisé un  grand plateau de 58 dents. Pour ne pas altérer l'intérêt de la compétition et pour prendre en compte l'infériorité numérique de certaines formations (en raison de cas de COVID), le jury des commissaires a décidé d'appliquer un barème de dix secondes maximum d'écart entre chaque équipe, le temps étant pris sur le troisième coureur franchissant la ligne d'arrivée. Par contre, les temps réels sont appliqués pour le classement par équipes. Ainsi les dix hommes de l'équipe Medellín n'ont que dix secondes d'avance sur les coureurs de la formation Colombia Tierra de Atletas, vingt sur les UAE Team Colombia (es), troisièmes, et ainsi de suite jusqu'à un écart maximum de 1 min 40 s pour les dernières formations. Au classement, au vu de ce barème, Sevilla a seulement dix secondes d'avance sur Darwin Atapuma (Colombia Tierra de Atletas), 20 secondes sur Juan Tito Rendón (UAE Team Colombia), 30 secondes sur Walter Pedraza (Supergiros-Alcaldía de Manizales), 40 secondes sur Didier Chaparro (Orgullo Paisa) et 1 min 10 s sur un sérieux rival comme Salvador Moreno (EBSA Boyacá). En effectuant le parcours en 25 min 9 s, Brayan Sánchez est le premier de son équipe à franchir la ligne d'arrivée. Il se vêt, du même coup, du premier maillot de leader de cette soixantième édition,.

### 2eétape
Edison Muñoz remporte l'étape et Óscar Sevilla devient leader de la course.
| \| Classement de l'étape \| Classement de l'étape \| Classement de l'étape \| Classement de l'étape \| Classement de l'étape \| \| Coureur \| Coureur \| Pays \| Équipe \| Temps \| \| --------------------- \| --------------------- \| --------------------- \| ------------------------------------------------ \| --------------------- \| \| 1er \| Edison Muñoz \| Colombie \| IDEA-Ag. Antioqueño-Ind. Antioquia-Lot. Medellín \| 3 h 25 min 30 s \| \| 2e \| Óscar Sevilla \| Espagne \| Medellín \| + 0 s \| \| 3e \| Óscar Quiroz \| Colombie \| Colombia Tierra de Atletas-GW Bicicletas \| + 0 s \| \| 4e \| Óscar Pachón \| Colombie \| Aguardiente Néctar-Indeportes Cundinamarca \| + 0 s \| \| 5e \| Adrián Bustamante \| Colombie \| UAE Team Colombia \| + 0 s \| \| 6e \| Rafael Pineda \| Colombie \| UAE Team Colombia \| + 0 s \| \| 7e \| Didier Chaparro \| Colombie \| IDEA-Ag. Antioqueño-Ind. Antioquia-Lot. Medellín \| + 0 s \| \| 8e \| Hernán Aguirre \| Colombie \| Colombia Tierra de Atletas-GW Bicicletas \| + 0 s \| \| 9e \| José Tito Hernández \| Colombie \| Medellín \| + 0 s \| \| 10e \| Wilson Peña \| Colombie \| Colombia Tierra de Atletas-GW Bicicletas \| + 0 s \| |                     |          |                                                  |                 |
| |                     |          |                                                  |                 |
| |                     |          |                                                  |                 |
| Classement de l'étape |                     |          |                                                  |                 |
| Coureur | Coureur             | Pays     | Équipe                                           | Temps           |
| 1er | Edison Muñoz        | Colombie | IDEA-Ag. Antioqueño-Ind. Antioquia-Lot. Medellín | 3 h 25 min 30 s |
| 2e | Óscar Sevilla       | Espagne  | Medellín                                         | + 0 s           |
| 3e | Óscar Quiroz        | Colombie | Colombia Tierra de Atletas-GW Bicicletas         | + 0 s           |
| 4e | Óscar Pachón        | Colombie | Aguardiente Néctar-Indeportes Cundinamarca       | + 0 s           |
| 5e | Adrián Bustamante   | Colombie | UAE Team Colombia                                | + 0 s           |
| 6e | Rafael Pineda       | Colombie | UAE Team Colombia                                | + 0 s           |
| 7e | Didier Chaparro     | Colombie | IDEA-Ag. Antioqueño-Ind. Antioquia-Lot. Medellín | + 0 s           |
| 8e | Hernán Aguirre      | Colombie | Colombia Tierra de Atletas-GW Bicicletas         | + 0 s           |
| 9e | José Tito Hernández | Colombie | Medellín                                         | + 0 s           |
| 10e | Wilson Peña         | Colombie | Colombia Tierra de Atletas-GW Bicicletas         | + 0 s           |

| \| Classement général \| Classement général \| Classement général \| Classement général \| Classement général \| \| Coureur \| Coureur \| Pays \| Équipe \| Temps \| \| ------------------ \| ---------------------- \| ------------------ \| ---------------------------------------- \| ------------------ \| \| 1er \| Óscar Sevilla \| Espagne \| Medellín \| 3 h 50 min 33 s \| \| 2e \| Brayan Sánchez \| Colombie \| Medellín \| + 6 s \| \| 3e \| José Tito Hernández \| Colombie \| Medellín \| + 6 s \| \| 4e \| Óscar Quiroz \| Colombie \| Colombia Tierra de Atletas-GW Bicicletas \| + 12 s \| \| 5e \| Nicolás Paredes \| Colombie \| Medellín \| + 14 s \| \| 6e \| Hernán Aguirre \| Colombie \| Colombia Tierra de Atletas-GW Bicicletas \| + 16 s \| \| 7e \| Wilson Peña \| Colombie \| Colombia Tierra de Atletas-GW Bicicletas \| + 16 s \| \| 8e \| Darwin Atapuma \| Colombie \| Colombia Tierra de Atletas-GW Bicicletas \| + 16 s \| \| 9e \| Didier Merchán \| Colombie \| Colombia Tierra de Atletas-GW Bicicletas \| + 16 s \| \| 10e \| Javier Ignacio Montoya \| Colombie \| Colombia Tierra de Atletas-GW Bicicletas \| + 24 s \| |                        |          |                                          |                 |
| |                        |          |                                          |                 |
| |                        |          |                                          |                 |
| Classement général |                        |          |                                          |                 |
| Coureur | Coureur                | Pays     | Équipe                                   | Temps           |
| 1er | Óscar Sevilla          | Espagne  | Medellín                                 | 3 h 50 min 33 s |
| 2e | Brayan Sánchez         | Colombie | Medellín                                 | + 6 s           |
| 3e | José Tito Hernández    | Colombie | Medellín                                 | + 6 s           |
| 4e | Óscar Quiroz           | Colombie | Colombia Tierra de Atletas-GW Bicicletas | + 12 s          |
| 5e | Nicolás Paredes        | Colombie | Medellín                                 | + 14 s          |
| 6e | Hernán Aguirre         | Colombie | Colombia Tierra de Atletas-GW Bicicletas | + 16 s          |
| 7e | Wilson Peña            | Colombie | Colombia Tierra de Atletas-GW Bicicletas | + 16 s          |
| 8e | Darwin Atapuma         | Colombie | Colombia Tierra de Atletas-GW Bicicletas | + 16 s          |
| 9e | Didier Merchán         | Colombie | Colombia Tierra de Atletas-GW Bicicletas | + 16 s          |
| 10e | Javier Ignacio Montoya | Colombie | Colombia Tierra de Atletas-GW Bicicletas | + 24 s          |

Pendant le déroulement de l'étape, un groupe d'échappés, comprenant Nicolás García (Fuerzas Armadas), Ferney Restrepo (Colnago CM), Juan José Carrero (Aguardiente Néctar), Cristian Torres (Depormundo), Felipe Morales (Team Neiva), Javier González (Supergiros) et Bernardo Suaza (Supergiros), se forme. Il obtient plus de cinq minutes d'avance. Puis l'écart diminue. La course se divise en plusieurs groupes après l'ascension, à quarante kilomètres du but de l'Alto de Gualanday. Bernardo Suaza et Juan José Carrero se sont isolés du reste de l'échappée pour tenter de remporter l'étape. Les formations EBSA et Medellín se sont mis en tête du peloton pour réduire l'écart, sachant que les quatorze derniers kilomètres du jour se font en ascension. À vingt kilomètres du terme, Suaza se débarrasse de Carrero et compte encore 1 min 30 s d'avance sur le peloton, cinq kilomètres plus loin. Bernardo Suaza ne peut maintenir un rythme suffisant et se fait reprendre par le groupe des favoris à dix kilomètres de l'arrivée. Une fois l'échappé repris, le Team Medellín se met à l'avant du peloton mais ne peut empêcher la sortie de Juan Tito Rendón, à sept kilomètres du but. Cependant Rendón n'a pas la résistance nécessaire pour mener à bien son projet et contrecarrer le retour du peloton. Le petit groupe des favoris se dirige vers un sprint lorsqu'Edison Muñoz anticipe l'emballage final et remporte l'étape légèrement détaché. Il devance Óscar Sevilla. Celui-ci règle le petit groupe et s'empare du même coup du maillot de leader, grâce aux bonifications attenantes.

### 3eétape
Óscar Quiroz s'impose et s'empare du même coup de la tête du classement général.
| \| Classement de l'étape \| Classement de l'étape \| Classement de l'étape \| Classement de l'étape \| Classement de l'étape \| \| Coureur \| Coureur \| Pays \| Équipe \| Temps \| \| --------------------- \| --------------------- \| --------------------- \| ---------------------------------------- \| --------------------- \| \| 1er \| Óscar Quiroz \| Colombie \| Colombia Tierra de Atletas-GW Bicicletas \| 5 h 10 min 13 s \| \| 2e \| Wilson Peña \| Colombie \| Colombia Tierra de Atletas-GW Bicicletas \| + 4 s \| \| 3e \| Nelson Soto \| Colombie \| Colombia Tierra de Atletas-GW Bicicletas \| + 4 s \| \| 4e \| Óscar Sevilla \| Espagne \| Medellín \| + 4 s \| \| 5e \| Rafael Pineda \| Colombie \| UAE Team Colombia \| + 4 s \| \| 6e \| Nicolás Paredes \| Colombie \| Medellín \| + 13 s \| \| 7e \| Santiago Ramírez \| Colombie \| Avinal-GW-Sistecrédito \| + 14 s \| \| 8e \| Juan Tito Rendón \| Colombie \| UAE Team Colombia \| + 14 s \| \| 9e \| Darwin Atapuma \| Colombie \| Colombia Tierra de Atletas-GW Bicicletas \| + 19 s \| \| 10e \| Bernardo Suaza \| Colombie \| Equipo Continental Supergiros \| + 19 s \| |                  |          |                                          |                 |
| |                  |          |                                          |                 |
| |                  |          |                                          |                 |
| Classement de l'étape |                  |          |                                          |                 |
| Coureur | Coureur          | Pays     | Équipe                                   | Temps           |
| 1er | Óscar Quiroz     | Colombie | Colombia Tierra de Atletas-GW Bicicletas | 5 h 10 min 13 s |
| 2e | Wilson Peña      | Colombie | Colombia Tierra de Atletas-GW Bicicletas | + 4 s           |
| 3e | Nelson Soto      | Colombie | Colombia Tierra de Atletas-GW Bicicletas | + 4 s           |
| 4e | Óscar Sevilla    | Espagne  | Medellín                                 | + 4 s           |
| 5e | Rafael Pineda    | Colombie | UAE Team Colombia                        | + 4 s           |
| 6e | Nicolás Paredes  | Colombie | Medellín                                 | + 13 s          |
| 7e | Santiago Ramírez | Colombie | Avinal-GW-Sistecrédito                   | + 14 s          |
| 8e | Juan Tito Rendón | Colombie | UAE Team Colombia                        | + 14 s          |
| 9e | Darwin Atapuma   | Colombie | Colombia Tierra de Atletas-GW Bicicletas | + 19 s          |
| 10e | Bernardo Suaza   | Colombie | Equipo Continental Supergiros            | + 19 s          |

| \| Classement général \| Classement général \| Classement général \| Classement général \| Classement général \| \| Coureur \| Coureur \| Pays \| Équipe \| Temps \| \| ------------------ \| ------------------- \| ------------------ \| ---------------------------------------- \| ------------------ \| \| 1er \| Óscar Quiroz \| Colombie \| Colombia Tierra de Atletas-GW Bicicletas \| 9 h 00 min 48 s \| \| 2e \| Óscar Sevilla \| Espagne \| Medellín \| + 1 s \| \| 3e \| Wilson Peña \| Colombie \| Colombia Tierra de Atletas-GW Bicicletas \| + 12 s \| \| 4e \| Nicolás Paredes \| Colombie \| Medellín \| + 25 s \| \| 5e \| Rafael Pineda \| Colombie \| UAE Team Colombia \| + 28 s \| \| 6e \| Darwin Atapuma \| Colombie \| Colombia Tierra de Atletas-GW Bicicletas \| + 33 s \| \| 7e \| José Tito Hernández \| Colombie \| Medellín \| + 37 s \| \| 8e \| Didier Merchán \| Colombie \| Colombia Tierra de Atletas-GW Bicicletas \| + 38 s \| \| 9e \| Brayan Sánchez \| Colombie \| Medellín \| + 41 s \| \| 10e \| Hernán Aguirre \| Colombie \| Colombia Tierra de Atletas-GW Bicicletas \| + 53 s \| |                     |          |                                          |                 |
| |                     |          |                                          |                 |
| |                     |          |                                          |                 |
| Classement général |                     |          |                                          |                 |
| Coureur | Coureur             | Pays     | Équipe                                   | Temps           |
| 1er | Óscar Quiroz        | Colombie | Colombia Tierra de Atletas-GW Bicicletas | 9 h 00 min 48 s |
| 2e | Óscar Sevilla       | Espagne  | Medellín                                 | + 1 s           |
| 3e | Wilson Peña         | Colombie | Colombia Tierra de Atletas-GW Bicicletas | + 12 s          |
| 4e | Nicolás Paredes     | Colombie | Medellín                                 | + 25 s          |
| 5e | Rafael Pineda       | Colombie | UAE Team Colombia                        | + 28 s          |
| 6e | Darwin Atapuma      | Colombie | Colombia Tierra de Atletas-GW Bicicletas | + 33 s          |
| 7e | José Tito Hernández | Colombie | Medellín                                 | + 37 s          |
| 8e | Didier Merchán      | Colombie | Colombia Tierra de Atletas-GW Bicicletas | + 38 s          |
| 9e | Brayan Sánchez      | Colombie | Medellín                                 | + 41 s          |
| 10e | Hernán Aguirre      | Colombie | Colombia Tierra de Atletas-GW Bicicletas | + 53 s          |

L'étape démarre sur un rythme frénétique en raison de la proximité de la ligne de départ et du premier col de la journée (seulement 3300 m), de plus ce dernier amène le peloton sur les premiers contreforts du col mythique de l'Alto de La Línea (es). De nombreuses tentatives d'échappée sont jugulées par le Team Medellín du leader de la course Óscar Sevilla. Julián Cardona passe en tête au col del Boquerón. Puis se forme la fugue du jour, avec dans ses rangs des hommes comme Salvador Moreno (EBSA), Diego Cano (Colombia Tierra de Atletas), Nicolás Paredes (Team Medellín) et Brayan Sánchez (Team Medellín). Ainsi aux deuxième et troisième cols de la journée, Diego Cano passe en tête à l'Alto del Perico et à l'Alto del Tigre avant de commencer l'ascension proprement dite de l'Alto de La Línea. De nombreux coureurs composent l' échappée lorsque celle-ci attaque les premières pentes. Puis au fil des kilomètres, l'échappée perd des éléments au point de n'en garder que trois en tête, Moreno, Paredes et Sánchez. Ce dernier laisse filer les deux autres à moins de cinq kilomètres du sommet. Puis à moins de deux mille mètres du grand prix de la montagne, Nicolás Paredes ne peut suivre le rythme imposé par Salvador Moreno qui comme au dernier Tour de Colombie franchit ce col en premier. Dans la descente, le peloton reprend un à un les fugueurs. Une fois sur terrain plat, Daniel David Hoyos (Avinal) et Bernardo Suaza (Supergiros Alcaldía de Manizales) s'échappent et obtiennent jusqu'à 3 min 30 s d'avance. Suaza est cependant le plus fort et se débarrasse de son compagnon. Même s'il est également absorbé par le peloton dans les derniers kilomètres. Óscar Quiroz met à profit une chute massive sur la chaussée mouillée, survenue à 3,5 kilomètres, pour s'enfuir. Il remporte l'étape légèrement détaché, quatre secondes devant un quatuor.

### 4eétape
Róbigzon Oyola remporte l'étape tandis que Rafael Pineda se vêt du maillot de leader.
| \| Classement de l'étape \| Classement de l'étape \| Classement de l'étape \| Classement de l'étape \| Classement de l'étape \| \| Coureur \| Coureur \| Pays \| Équipe \| Temps \| \| --------------------- \| ------------------------- \| --------------------- \| ------------------------------------------ \| --------------------- \| \| 1er \| Róbigzon Oyola \| Colombie \| Medellín \| 3 h 24 min 20 s \| \| 2e \| Wilson Cardona \| Colombie \| Aguardiente Néctar-Indeportes Cundinamarca \| + 0 s \| \| 3e \| Rafael Pineda \| Colombie \| UAE Team Colombia \| + 6 s \| \| 4e \| Didier Merchán \| Colombie \| Colombia Tierra de Atletas-GW Bicicletas \| + 7 s \| \| 5e \| José Tito Hernández \| Colombie \| Medellín \| + 7 s \| \| 6e \| Javier Jamaica \| Colombie \| Colnago CM Team \| + 10 s \| \| 7e \| Salvador Moreno Hernández \| Colombie \| EBSA Empresa de Energía Boyacá \| + 51 s \| \| 8e \| Óscar Pachón \| Colombie \| Aguardiente Néctar-Indeportes Cundinamarca \| + 58 s \| \| 9e \| Óscar Quiroz \| Colombie \| Colombia Tierra de Atletas-GW Bicicletas \| + 1 min 01 s \| \| 10e \| Juan Tito Rendón \| Colombie \| UAE Team Colombia \| + 1 min 01 s \| |                           |          |                                            |                 |
| |                           |          |                                            |                 |
| |                           |          |                                            |                 |
| Classement de l'étape |                           |          |                                            |                 |
| Coureur | Coureur                   | Pays     | Équipe                                     | Temps           |
| 1er | Róbigzon Oyola            | Colombie | Medellín                                   | 3 h 24 min 20 s |
| 2e | Wilson Cardona            | Colombie | Aguardiente Néctar-Indeportes Cundinamarca | + 0 s           |
| 3e | Rafael Pineda             | Colombie | UAE Team Colombia                          | + 6 s           |
| 4e | Didier Merchán            | Colombie | Colombia Tierra de Atletas-GW Bicicletas   | + 7 s           |
| 5e | José Tito Hernández       | Colombie | Medellín                                   | + 7 s           |
| 6e | Javier Jamaica            | Colombie | Colnago CM Team                            | + 10 s          |
| 7e | Salvador Moreno Hernández | Colombie | EBSA Empresa de Energía Boyacá             | + 51 s          |
| 8e | Óscar Pachón              | Colombie | Aguardiente Néctar-Indeportes Cundinamarca | + 58 s          |
| 9e | Óscar Quiroz              | Colombie | Colombia Tierra de Atletas-GW Bicicletas   | + 1 min 01 s    |
| 10e | Juan Tito Rendón          | Colombie | UAE Team Colombia                          | + 1 min 01 s    |

| \| Classement général \| Classement général \| Classement général \| Classement général \| Classement général \| \| Coureur \| Coureur \| Pays \| Équipe \| Temps \| \| ------------------ \| ------------------- \| ------------------ \| ---------------------------------------- \| ------------------ \| \| 1er \| Rafael Pineda \| Colombie \| UAE Team Colombia \| 12 h 25 min 38 s \| \| 2e \| José Tito Hernández \| Colombie \| Medellín \| + 14 s \| \| 3e \| Didier Merchán \| Colombie \| Colombia Tierra de Atletas-GW Bicicletas \| + 15 s \| \| 4e \| Óscar Quiroz \| Colombie \| Colombia Tierra de Atletas-GW Bicicletas \| + 31 s \| \| 5e \| Óscar Sevilla \| Espagne \| Medellín \| + 32 s \| \| 6e \| Wilson Peña \| Colombie \| Colombia Tierra de Atletas-GW Bicicletas \| + 43 s \| \| 7e \| Nicolás Paredes \| Colombie \| Medellín \| + 56 s \| \| 8e \| Darwin Atapuma \| Colombie \| Colombia Tierra de Atletas-GW Bicicletas \| + 1 min 04 s \| \| 9e \| Brayan Sánchez \| Colombie \| Medellín \| + 1 min 12 s \| \| 10e \| Hernán Aguirre \| Colombie \| Colombia Tierra de Atletas-GW Bicicletas \| + 1 min 24 s \| |                     |          |                                          |                  |
| |                     |          |                                          |                  |
| |                     |          |                                          |                  |
| Classement général |                     |          |                                          |                  |
| Coureur | Coureur             | Pays     | Équipe                                   | Temps            |
| 1er | Rafael Pineda       | Colombie | UAE Team Colombia                        | 12 h 25 min 38 s |
| 2e | José Tito Hernández | Colombie | Medellín                                 | + 14 s           |
| 3e | Didier Merchán      | Colombie | Colombia Tierra de Atletas-GW Bicicletas | + 15 s           |
| 4e | Óscar Quiroz        | Colombie | Colombia Tierra de Atletas-GW Bicicletas | + 31 s           |
| 5e | Óscar Sevilla       | Espagne  | Medellín                                 | + 32 s           |
| 6e | Wilson Peña         | Colombie | Colombia Tierra de Atletas-GW Bicicletas | + 43 s           |
| 7e | Nicolás Paredes     | Colombie | Medellín                                 | + 56 s           |
| 8e | Darwin Atapuma      | Colombie | Colombia Tierra de Atletas-GW Bicicletas | + 1 min 04 s     |
| 9e | Brayan Sánchez      | Colombie | Medellín                                 | + 1 min 12 s     |
| 10e | Hernán Aguirre      | Colombie | Colombia Tierra de Atletas-GW Bicicletas | + 1 min 24 s     |

Les coureurs ont à accomplir 151,9 kilomètres qui les mènent de Buga à Santa Rosa de Cabal. Le départ de la course se fait sur un rythme contrôlé en raison notamment de la pluie qui accompagne les coureurs sur les premiers kilomètres. L'intensité croît peu à peu avec les premières étapes volantes puis une échappée, comprenant dans ses rangs Robinson Chalapud (Team Medellín), Weimar Roldán (Team Medellín), Julián Cardona (Colnago) et Stiber Ortiz (Aguardiente Antioqueño), se forme. Le peloton se fractionne autour du quatre-vingt-dixième kilomètre, l'effectif de l'échappée grimpe alors à vingt-sept. Cependant ce nombre diminue dans l'ascension du prix de la montagne (km 118). Cristhian Montoya (Team Medellín), Róbigzon Oyola (Team Medellín), José Tito Hernández (Team Medellín), Rafael Pineda (UAE Team Colombia), Didier Merchán (Colombia Tierra de Atletas) et Wilson Cardona (Aguardiente Néctar) s'unissent pour former un nouveau groupe d'échappés, qui compte 1 min 6 s d'avance sur le peloton du leader Óscar Quiroz (Colombia Tierra de Atletas). À quinze kilomètres du terme, Wilson Cardona et Róbigzon Oyola se défont de Cristhian Montoya, José Tito Hernández, Rafael Pineda et de Didier Merchán qui ne peuvent suivre le rythme. À ce moment, le peloton qui navigue à 1 min 50 s derrière, accélère l'allure. À Dosquebradas, le peloton est revenu à cinquante secondes des deux échappés. Mais Oyola et Cardona peuvent se disputer la victoire entre eux. En lançant le sprint aux deux cents mètres, Róbigzon Oyola gagne l'étape. Rafael Pineda, troisième, prend la tête du classement général.

### 5eétape
Óscar Sevilla remporte l'étape tandis que son coéquipier José Tito Hernández s'empare du maillot de leader.
| \| Classement de l'étape \| Classement de l'étape \| Classement de l'étape \| Classement de l'étape \| Classement de l'étape \| \| Coureur \| Coureur \| Pays \| Équipe \| Temps \| \| --------------------- \| ------------------------- \| --------------------- \| ------------------------------------------------ \| --------------------- \| \| 1er \| Óscar Sevilla \| Espagne \| Medellín \| 31 min 59 s \| \| 2e \| Fabio Duarte \| Colombie \| Medellín \| + 5 s \| \| 3e \| José Tito Hernández \| Colombie \| Medellín \| + 18 s \| \| 4e \| Didier Merchán \| Colombie \| Colombia Tierra de Atletas-GW Bicicletas \| + 23 s \| \| 5e \| Wilson Peña \| Colombie \| Colombia Tierra de Atletas-GW Bicicletas \| + 33 s \| \| 6e \| Brayan Sánchez \| Colombie \| Medellín \| + 46 s \| \| 7e \| Salvador Moreno Hernández \| Colombie \| EBSA Empresa de Energía Boyacá \| + 1 min 02 s \| \| 8e \| Rafael Pineda \| Colombie \| UAE Team Colombia \| + 1 min 12 s \| \| 9e \| Didier Chaparro \| Colombie \| IDEA-Ag. Antioqueño-Ind. Antioquia-Lot. Medellín \| + 1 min 12 s \| \| 10e \| Germán Darío Gómez \| Colombie \| UAE Team Colombia \| + 1 min 15 s \| |                           |          |                                                  |              |
| |                           |          |                                                  |              |
| |                           |          |                                                  |              |
| Classement de l'étape |                           |          |                                                  |              |
| Coureur | Coureur                   | Pays     | Équipe                                           | Temps        |
| 1er | Óscar Sevilla             | Espagne  | Medellín                                         | 31 min 59 s  |
| 2e | Fabio Duarte              | Colombie | Medellín                                         | + 5 s        |
| 3e | José Tito Hernández       | Colombie | Medellín                                         | + 18 s       |
| 4e | Didier Merchán            | Colombie | Colombia Tierra de Atletas-GW Bicicletas         | + 23 s       |
| 5e | Wilson Peña               | Colombie | Colombia Tierra de Atletas-GW Bicicletas         | + 33 s       |
| 6e | Brayan Sánchez            | Colombie | Medellín                                         | + 46 s       |
| 7e | Salvador Moreno Hernández | Colombie | EBSA Empresa de Energía Boyacá                   | + 1 min 02 s |
| 8e | Rafael Pineda             | Colombie | UAE Team Colombia                                | + 1 min 12 s |
| 9e | Didier Chaparro           | Colombie | IDEA-Ag. Antioqueño-Ind. Antioquia-Lot. Medellín | + 1 min 12 s |
| 10e | Germán Darío Gómez        | Colombie | UAE Team Colombia                                | + 1 min 15 s |

| \| Classement général \| Classement général \| Classement général \| Classement général \| Classement général \| \| Coureur \| Coureur \| Pays \| Équipe \| Temps \| \| ------------------ \| ------------------- \| ------------------ \| ------------------------------------------------ \| ------------------ \| \| 1er \| José Tito Hernández \| Colombie \| Medellín \| 12 h 58 min 09 s \| \| 2e \| Óscar Sevilla \| Espagne \| Medellín \| + 0 s \| \| 3e \| Didier Merchán \| Colombie \| Colombia Tierra de Atletas-GW Bicicletas \| + 6 s \| \| 4e \| Rafael Pineda \| Colombie \| UAE Team Colombia \| + 40 s \| \| 5e \| Wilson Peña \| Colombie \| Colombia Tierra de Atletas-GW Bicicletas \| + 44 s \| \| 6e \| Fabio Duarte \| Colombie \| Medellín \| + 1 min 02 s \| \| 7e \| Brayan Sánchez \| Colombie \| Medellín \| + 1 min 26 s \| \| 8e \| Nicolás Paredes \| Colombie \| Medellín \| + 1 min 39 s \| \| 9e \| Adrián Bustamante \| Colombie \| UAE Team Colombia \| + 2 min 13 s \| \| 10e \| Didier Chaparro \| Colombie \| IDEA-Ag. Antioqueño-Ind. Antioquia-Lot. Medellín \| + 2 min 14 s \| |                     |          |                                                  |                  |
| |                     |          |                                                  |                  |
| |                     |          |                                                  |                  |
| Classement général |                     |          |                                                  |                  |
| Coureur | Coureur             | Pays     | Équipe                                           | Temps            |
| 1er | José Tito Hernández | Colombie | Medellín                                         | 12 h 58 min 09 s |
| 2e | Óscar Sevilla       | Espagne  | Medellín                                         | + 0 s            |
| 3e | Didier Merchán      | Colombie | Colombia Tierra de Atletas-GW Bicicletas         | + 6 s            |
| 4e | Rafael Pineda       | Colombie | UAE Team Colombia                                | + 40 s           |
| 5e | Wilson Peña         | Colombie | Colombia Tierra de Atletas-GW Bicicletas         | + 44 s           |
| 6e | Fabio Duarte        | Colombie | Medellín                                         | + 1 min 02 s     |
| 7e | Brayan Sánchez      | Colombie | Medellín                                         | + 1 min 26 s     |
| 8e | Nicolás Paredes     | Colombie | Medellín                                         | + 1 min 39 s     |
| 9e | Adrián Bustamante   | Colombie | UAE Team Colombia                                | + 2 min 13 s     |
| 10e | Didier Chaparro     | Colombie | IDEA-Ag. Antioqueño-Ind. Antioquia-Lot. Medellín | + 2 min 14 s     |

L'étape, disputée en contre-la-montre entre Quimbaya et Filandia, voit la domination de l'équipe Medellín. En effet, elle rafle les trois premières places du jour. Óscar Sevilla s'impose en 31 min 59 s. Il devance de cinq secondes son coéquipier Fabio Duarte et José Tito Hernández de dix-huit. Le leader provisoire de la course, Rafael Pineda termine huitième à 1 min 12 s du vainqueur. Au classement général, Hernández s'empare de la tête, à égalité de temps avec Sevilla et six secondes devant Didier Merchán (Colombia Tierra de Atletas).

### 6eétape
Javier Jamaica gagne l'étape et José Tito Hernández consolide son maillot de leader.
| \| Classement de l'étape \| Classement de l'étape \| Classement de l'étape \| Classement de l'étape \| Classement de l'étape \| \| Coureur \| Coureur \| Pays \| Équipe \| Temps \| \| --------------------- \| --------------------- \| --------------------- \| ------------------------------------------------ \| --------------------- \| \| 1er \| Javier Jamaica \| Colombie \| Colnago CM Team \| 3 h 13 min 33 s \| \| 2e \| José Tito Hernández \| Colombie \| Medellín \| + 0 s \| \| 3e \| Adrián Bustamante \| Colombie \| UAE Team Colombia \| + 15 s \| \| 4e \| Óscar Sevilla \| Espagne \| Medellín \| + 15 s \| \| 5e \| Brayan Sánchez \| Colombie \| Medellín \| + 15 s \| \| 6e \| Didier Merchán \| Colombie \| Colombia Tierra de Atletas-GW Bicicletas \| + 15 s \| \| 7e \| Juan Tito Rendón \| Colombie \| UAE Team Colombia \| + 15 s \| \| 8e \| Fabio Duarte \| Colombie \| Medellín \| + 15 s \| \| 9e \| Rafael Pineda \| Colombie \| UAE Team Colombia \| + 15 s \| \| 10e \| Didier Chaparro \| Colombie \| IDEA-Ag. Antioqueño-Ind. Antioquia-Lot. Medellín \| + 15 s \| |                     |          |                                                  |                 |
| |                     |          |                                                  |                 |
| |                     |          |                                                  |                 |
| Classement de l'étape |                     |          |                                                  |                 |
| Coureur | Coureur             | Pays     | Équipe                                           | Temps           |
| 1er | Javier Jamaica      | Colombie | Colnago CM Team                                  | 3 h 13 min 33 s |
| 2e | José Tito Hernández | Colombie | Medellín                                         | + 0 s           |
| 3e | Adrián Bustamante   | Colombie | UAE Team Colombia                                | + 15 s          |
| 4e | Óscar Sevilla       | Espagne  | Medellín                                         | + 15 s          |
| 5e | Brayan Sánchez      | Colombie | Medellín                                         | + 15 s          |
| 6e | Didier Merchán      | Colombie | Colombia Tierra de Atletas-GW Bicicletas         | + 15 s          |
| 7e | Juan Tito Rendón    | Colombie | UAE Team Colombia                                | + 15 s          |
| 8e | Fabio Duarte        | Colombie | Medellín                                         | + 15 s          |
| 9e | Rafael Pineda       | Colombie | UAE Team Colombia                                | + 15 s          |
| 10e | Didier Chaparro     | Colombie | IDEA-Ag. Antioqueño-Ind. Antioquia-Lot. Medellín | + 15 s          |

| \| Classement général \| Classement général \| Classement général \| Classement général \| Classement général \| \| Coureur \| Coureur \| Pays \| Équipe \| Temps \| \| ------------------ \| ------------------- \| ------------------ \| ------------------------------------------------ \| ------------------ \| \| 1er \| José Tito Hernández \| Colombie \| Medellín \| 16 h 11 min 36 s \| \| 2e \| Óscar Sevilla \| Espagne \| Medellín \| + 21 s \| \| 3e \| Didier Merchán \| Colombie \| Colombia Tierra de Atletas-GW Bicicletas \| + 27 s \| \| 4e \| Rafael Pineda \| Colombie \| UAE Team Colombia \| + 1 min 01 s \| \| 5e \| Fabio Duarte \| Colombie \| Medellín \| + 1 min 23 s \| \| 6e \| Brayan Sánchez \| Colombie \| Medellín \| + 1 min 43 s \| \| 7e \| Wilson Peña \| Colombie \| Colombia Tierra de Atletas-GW Bicicletas \| + 2 min 14 s \| \| 8e \| Adrián Bustamante \| Colombie \| UAE Team Colombia \| + 2 min 30 s \| \| 9e \| Didier Chaparro \| Colombie \| IDEA-Ag. Antioqueño-Ind. Antioquia-Lot. Medellín \| + 2 min 35 s \| \| 10e \| Nicolás Paredes \| Colombie \| Medellín \| + 3 min 07 s \| |                     |          |                                                  |                  |
| |                     |          |                                                  |                  |
| |                     |          |                                                  |                  |
| Classement général |                     |          |                                                  |                  |
| Coureur | Coureur             | Pays     | Équipe                                           | Temps            |
| 1er | José Tito Hernández | Colombie | Medellín                                         | 16 h 11 min 36 s |
| 2e | Óscar Sevilla       | Espagne  | Medellín                                         | + 21 s           |
| 3e | Didier Merchán      | Colombie | Colombia Tierra de Atletas-GW Bicicletas         | + 27 s           |
| 4e | Rafael Pineda       | Colombie | UAE Team Colombia                                | + 1 min 01 s     |
| 5e | Fabio Duarte        | Colombie | Medellín                                         | + 1 min 23 s     |
| 6e | Brayan Sánchez      | Colombie | Medellín                                         | + 1 min 43 s     |
| 7e | Wilson Peña         | Colombie | Colombia Tierra de Atletas-GW Bicicletas         | + 2 min 14 s     |
| 8e | Adrián Bustamante   | Colombie | UAE Team Colombia                                | + 2 min 30 s     |
| 9e | Didier Chaparro     | Colombie | IDEA-Ag. Antioqueño-Ind. Antioquia-Lot. Medellín | + 2 min 35 s     |
| 10e | Nicolás Paredes     | Colombie | Medellín                                         | + 3 min 07 s     |

La sixième étape s'élance sans la formation Supergiros-Alcaldía de Manizales. Alors que son coureur Bernardo Suaza menait deux classements annexes (celui des étapes volantes et de la "grande différence"), l'équipe se conforme aux règlements de la course après plusieurs cas positifs à la COVID dans son effectif. L'étape, longue de 123,5 kilomètres, mène le peloton de Pereira, capitale du département de Risaralda, à la municipalité de Riosucio, où l'arrivée est jugée au sommet d'un col de première catégorie.
Les cent premiers kilomètres se déroulent à un rythme tranquille. Ce qui permet à neuf hommes de prendre la poudre d'escampette, même si leur avantage ne dépasse pas 1 min 30 s. À moins de quinze kilomètres de l'arrivée, aux alentours de Supía, des coureurs des formations Colombia Tierra de Atletas et UAE Team Colombia secouent le peloton pour tenter de déstabiliser le leader de la course José Tito Hernández. Peine perdue, sa formation Medellín accélère le rythme et annihile ces escarmouches. De plus, cela a pour autre effet, de réduire à néant les espoirs de succès des échappés, tous repris. Dans l'ascension finale, Javier Jamaica lance une attaque que ne tente de parer quiconque, le Team Medellín se contentant de conduire la montée sur un rythme suffisant pour dissuader de toutes velléités offensives leurs concurrents pour le titre. Didier Chaparro tente bien de sortir pour rejoindre Jamaica mais il est rapidement absorbé par le peloton. C'est au contraire le leader Hernández, qui à moins de trois kilomètres de l'arrivée, surprend ses adversaires. Il rejoint bientôt Jamaica qu'il incite néanmoins à collaborer en lui proposant le gain de l'étape en échange de sa participation à créer le plus d'écart possible avec le peloton. Javier Jamaica s'impose et José Tito Hernández accroit son avance au classement général. Son dauphin est toujours son coéquipier Óscar Sevilla mais il est dorénavant repoussé à vingt et une secondes.
Javier Jamaica, membre de la Fundación Depormundo au Tour de Colombie, venait de renforcer l'équipe Colnago CM quelques jours avant le départ du Clásico RCN.

### 7eétape
Adrián Bustamante remporte l'étape pendant que José Tito Hernández maintient sa position en haut du classement général.
| \| Classement de l'étape \| Classement de l'étape \| Classement de l'étape \| Classement de l'étape \| Classement de l'étape \| \| Coureur \| Coureur \| Pays \| Équipe \| Temps \| \| --------------------- \| --------------------- \| --------------------- \| ---------------------------------------- \| --------------------- \| \| 1er \| Adrián Bustamante \| Colombie \| UAE Team Colombia \| 2 h 06 min 52 s \| \| 2e \| Robinson Chalapud \| Colombie \| Medellín \| + 0 s \| \| 3e \| Cristhian Montoya \| Colombie \| Medellín \| + 27 s \| \| 4e \| Fabio Duarte \| Colombie \| Medellín \| + 1 min 03 s \| \| 5e \| Brayan Sánchez \| Colombie \| Medellín \| + 1 min 03 s \| \| 6e \| Óscar Sevilla \| Espagne \| Medellín \| + 1 min 03 s \| \| 7e \| Juan Tito Rendón \| Colombie \| UAE Team Colombia \| + 1 min 03 s \| \| 8e \| José Tito Hernández \| Colombie \| Medellín \| + 1 min 03 s \| \| 9e \| Didier Merchán \| Colombie \| Colombia Tierra de Atletas-GW Bicicletas \| + 1 min 03 s \| \| 10e \| Michael Rodríguez \| Colombie \| EBSA Empresa de Energía Boyacá \| + 1 min 03 s \| |                     |          |                                          |                 |
| |                     |          |                                          |                 |
| |                     |          |                                          |                 |
| Classement de l'étape |                     |          |                                          |                 |
| Coureur | Coureur             | Pays     | Équipe                                   | Temps           |
| 1er | Adrián Bustamante   | Colombie | UAE Team Colombia                        | 2 h 06 min 52 s |
| 2e | Robinson Chalapud   | Colombie | Medellín                                 | + 0 s           |
| 3e | Cristhian Montoya   | Colombie | Medellín                                 | + 27 s          |
| 4e | Fabio Duarte        | Colombie | Medellín                                 | + 1 min 03 s    |
| 5e | Brayan Sánchez      | Colombie | Medellín                                 | + 1 min 03 s    |
| 6e | Óscar Sevilla       | Espagne  | Medellín                                 | + 1 min 03 s    |
| 7e | Juan Tito Rendón    | Colombie | UAE Team Colombia                        | + 1 min 03 s    |
| 8e | José Tito Hernández | Colombie | Medellín                                 | + 1 min 03 s    |
| 9e | Didier Merchán      | Colombie | Colombia Tierra de Atletas-GW Bicicletas | + 1 min 03 s    |
| 10e | Michael Rodríguez   | Colombie | EBSA Empresa de Energía Boyacá           | + 1 min 03 s    |

| \| Classement général \| Classement général \| Classement général \| Classement général \| Classement général \| \| Coureur \| Coureur \| Pays \| Équipe \| Temps \| \| ------------------ \| ------------------- \| ------------------ \| ------------------------------------------------ \| ------------------ \| \| 1er \| José Tito Hernández \| Colombie \| Medellín \| 18 h 19 min 31 s \| \| 2e \| Óscar Sevilla \| Espagne \| Medellín \| + 21 s \| \| 3e \| Didier Merchán \| Colombie \| Colombia Tierra de Atletas-GW Bicicletas \| + 27 s \| \| 4e \| Rafael Pineda \| Colombie \| UAE Team Colombia \| + 1 min 01 s \| \| 5e \| Adrián Bustamante \| Colombie \| UAE Team Colombia \| + 1 min 17 s \| \| 6e \| Fabio Duarte \| Colombie \| Medellín \| + 1 min 23 s \| \| 7e \| Brayan Sánchez \| Colombie \| Medellín \| + 1 min 43 s \| \| 8e \| Didier Chaparro \| Colombie \| IDEA-Ag. Antioqueño-Ind. Antioquia-Lot. Medellín \| + 2 min 35 s \| \| 9e \| Javier Jamaica \| Colombie \| Colnago CM Team \| + 3 min 26 s \| \| 10e \| Juan Tito Rendón \| Colombie \| UAE Team Colombia \| + 3 min 50 s \| |                     |          |                                                  |                  |
| |                     |          |                                                  |                  |
| |                     |          |                                                  |                  |
| Classement général |                     |          |                                                  |                  |
| Coureur | Coureur             | Pays     | Équipe                                           | Temps            |
| 1er | José Tito Hernández | Colombie | Medellín                                         | 18 h 19 min 31 s |
| 2e | Óscar Sevilla       | Espagne  | Medellín                                         | + 21 s           |
| 3e | Didier Merchán      | Colombie | Colombia Tierra de Atletas-GW Bicicletas         | + 27 s           |
| 4e | Rafael Pineda       | Colombie | UAE Team Colombia                                | + 1 min 01 s     |
| 5e | Adrián Bustamante   | Colombie | UAE Team Colombia                                | + 1 min 17 s     |
| 6e | Fabio Duarte        | Colombie | Medellín                                         | + 1 min 23 s     |
| 7e | Brayan Sánchez      | Colombie | Medellín                                         | + 1 min 43 s     |
| 8e | Didier Chaparro     | Colombie | IDEA-Ag. Antioqueño-Ind. Antioquia-Lot. Medellín | + 2 min 35 s     |
| 9e | Javier Jamaica      | Colombie | Colnago CM Team                                  | + 3 min 26 s     |
| 10e | Juan Tito Rendón    | Colombie | UAE Team Colombia                                | + 3 min 50 s     |

Une étape très courte est au programme des coureurs. Partant de La Pintada, ils doivent escalader l'Alto de Minas (ceb), classé en Hors catégorie, avant de descendre sur l'arrivée, située à Caldas. Dans l'ascension de La Quiebra, classée en deuxième catégorie, un petit groupe d'hommes part à la chasse aux points pour le classement du meilleur grimpeur. Dans celui-ci se trouve les deux protagonistes de ce classement Salvador Moreno (EBSA Boyacá) et Nicolás Paredes (Team Medellín). Ce dernier, incapable de passer au sommet devant Moreno, lui laisse toutes les chances de conserver la tête de ce classement annexe jusqu'au terme de l'épreuve. Dans le secteur de Santa Bárbara, Cristhian Montoya (Team Medellín) fausse compagnie au groupe des prétendants au titre. Il passe au sommet de l'Alto de Minas avec une dizaine de secondes d'avance sur le groupe des leaders. Il est rejoint dans la descente par son coéquipier Robinson Chalapud et par Adrián Bustamante (UAE Team Colombia (es)). Ce dernier dispute la victoire à Chalapud qui ne peut rien contre lui, dans leur mano a mano en vue de la ligne. Montoya termine à vingt-sept secondes et les favoris à plus d'une minute. Bustamante en profite pour rentrer dans le Top five au classement général. Avec son coéquipier Rafael Pineda, il devient le principal rival pour les hommes installés sur le podium provisoire de l'épreuve.

### 8eétape
Cristhian Montoya s'impose dans la dernière étape et son coéquipier José Tito Hernández remporte la soixantième édition du Clásico RCN.
| \| Classement de l'étape \| Classement de l'étape \| Classement de l'étape \| Classement de l'étape \| Classement de l'étape \| \| Coureur \| Coureur \| Pays \| Équipe \| Temps \| \| --------------------- \| ------------------------- \| --------------------- \| ---------------------------------------------- \| --------------------- \| \| 1er \| Cristhian Montoya \| Colombie \| Medellín \| 3 h 14 min 14 s \| \| 2e \| Germán Darío Gómez \| Colombie \| UAE Team Colombia \| + 1 min 31 s \| \| 3e \| Yecid Sierra \| Colombie \| Tianyoude Hotel Cycling Team \| + 2 min 38 s \| \| 4e \| Santiago Ramírez \| Colombie \| Avinal-GW-Sistecrédito \| + 2 min 50 s \| \| 5e \| Julián Cardona \| Colombie \| Colnago CM Team \| + 3 min 12 s \| \| 6e \| Camilo Castiblanco \| Colombie \| Alcaldía de La Vega - Loteboy - A Tope Cycling \| + 3 min 41 s \| \| 7e \| Diego Cano \| Colombie \| Colombia Tierra de Atletas-GW Bicicletas \| + 3 min 43 s \| \| 8e \| Saúl Burgos \| Colombie \| Colnago CM Team \| + 3 min 51 s \| \| 9e \| Salvador Moreno Hernández \| Colombie \| EBSA Empresa de Energía Boyacá \| + 4 min 24 s \| \| 10e \| Juan Diego Guerrero \| Colombie \| Avinal-GW-Sistecrédito \| + 4 min 29 s \| |                           |          |                                                |                 |
| |                           |          |                                                |                 |
| |                           |          |                                                |                 |
| Classement de l'étape |                           |          |                                                |                 |
| Coureur | Coureur                   | Pays     | Équipe                                         | Temps           |
| 1er | Cristhian Montoya         | Colombie | Medellín                                       | 3 h 14 min 14 s |
| 2e | Germán Darío Gómez        | Colombie | UAE Team Colombia                              | + 1 min 31 s    |
| 3e | Yecid Sierra              | Colombie | Tianyoude Hotel Cycling Team                   | + 2 min 38 s    |
| 4e | Santiago Ramírez          | Colombie | Avinal-GW-Sistecrédito                         | + 2 min 50 s    |
| 5e | Julián Cardona            | Colombie | Colnago CM Team                                | + 3 min 12 s    |
| 6e | Camilo Castiblanco        | Colombie | Alcaldía de La Vega - Loteboy - A Tope Cycling | + 3 min 41 s    |
| 7e | Diego Cano                | Colombie | Colombia Tierra de Atletas-GW Bicicletas       | + 3 min 43 s    |
| 8e | Saúl Burgos               | Colombie | Colnago CM Team                                | + 3 min 51 s    |
| 9e | Salvador Moreno Hernández | Colombie | EBSA Empresa de Energía Boyacá                 | + 4 min 24 s    |
| 10e | Juan Diego Guerrero       | Colombie | Avinal-GW-Sistecrédito                         | + 4 min 29 s    |

L'échappée du jour d'une dizaine d'hommes se forme dès les premiers kilomètres. Salvador Moreno (EBSA), Germán Darío Gómez (UAE Team Colombia (es)), Camilo Castiblanco (La Vega Lotería de Boyacá), Diego Cano (Colombia Tierra de Atletas - GW Bicicletas), Santiago Ramírez et Juan Guerrero (Avinal) sont rejoints quelques kilomètres plus loin par Cristhian Montoya (Team Medellín), Yecid Sierra (Néctar Cundinamarca), Saúl Burgos et Julián Cardona (Colnago CM Team). La fugue obtient plus de quatre minutes d'avance. En tête du peloton, le Team Medellín contrôle l'écart. À vingt kilomètres du terme de l'étape, Germán Gómez et Cristhian Montoya délaissent leurs compagnons d'échappée. Le duo se présente ensemble au pied de l'ascension de Mina Fría, où Montoya accélère et décramponne Gómez. Cristhian Montoya descend sans prendre de risque vers l'arrivée située à Concepción. Au contraire de Germán Darío Gómez qui chute et ne peut ainsi disputer la victoire d'étape au coureur du Team Medellín. Son coéquipier José Tito Hernández, leader depuis le contre-la-montre disputé entre Quimbaya et Filandia, n'a aucun mal à conserver sa position privilégiée et ainsi remporter la soixantième édition du Clásico RCN. Il devance son chef de file Óscar Sevilla.
Salvador Moreno (EBSA Boyacá) remporte le classement du meilleur grimpeur, quinze jours après l'avoir réalisé au Tour de Colombie. Il est le premier coureur à réussir ce doublé depuis Félix Cárdenas en 2003. Moreno est seulement le neuvième coureur à réussir cette performance. Dans les autres classements annexes, l'équipe EBSA remporte, également, le classement des étapes volantes par l'intermédiaire de Jordan Parra. Tandis que le Team Medellín assortit son titre au classement général individuel du classement par équipes. Sur la dernière marche du podium, Didier Merchán (Colombia Tierra de Atletas-GW Bicicletas) est le champion des moins de 23 ans.

## Classements finals

### Classement général final
| \| Classement général \| Classement général \| Classement général \| Classement général \| Classement général \| \| Coureur \| Coureur \| Pays \| Équipe \| Temps \| \| ------------------ \| ------------------- \| ------------------ \| ------------------------------------------------ \| ------------------ \| \| 1er \| José Tito Hernández \| Colombie \| Medellín \| 21 h 39 min 37 s \| \| 2e \| Óscar Sevilla \| Espagne \| Medellín \| + 21 s \| \| 3e \| Didier Merchán \| Colombie \| Colombia Tierra de Atletas-GW Bicicletas \| + 28 s \| \| 4e \| Rafael Pineda \| Colombie \| UAE Team Colombia \| + 1 min 02 s \| \| 5e \| Adrián Bustamante \| Colombie \| UAE Team Colombia \| + 1 min 18 s \| \| 6e \| Fabio Duarte \| Colombie \| Medellín \| + 1 min 24 s \| \| 7e \| Brayan Sánchez \| Colombie \| Medellín \| + 1 min 44 s \| \| 8e \| Didier Chaparro \| Colombie \| IDEA-Ag. Antioqueño-Ind. Antioquia-Lot. Medellín \| + 2 min 36 s \| \| 9e \| Javier Jamaica \| Colombie \| Colnago CM Team \| + 3 min 27 s \| \| 10e \| Juan Tito Rendón \| Colombie \| UAE Team Colombia \| + 3 min 51 s \| |                     |          |                                                  |                  |
| |                     |          |                                                  |                  |
| |                     |          |                                                  |                  |
| Classement général |                     |          |                                                  |                  |
| Coureur | Coureur             | Pays     | Équipe                                           | Temps            |
| 1er | José Tito Hernández | Colombie | Medellín                                         | 21 h 39 min 37 s |
| 2e | Óscar Sevilla       | Espagne  | Medellín                                         | + 21 s           |
| 3e | Didier Merchán      | Colombie | Colombia Tierra de Atletas-GW Bicicletas         | + 28 s           |
| 4e | Rafael Pineda       | Colombie | UAE Team Colombia                                | + 1 min 02 s     |
| 5e | Adrián Bustamante   | Colombie | UAE Team Colombia                                | + 1 min 18 s     |
| 6e | Fabio Duarte        | Colombie | Medellín                                         | + 1 min 24 s     |
| 7e | Brayan Sánchez      | Colombie | Medellín                                         | + 1 min 44 s     |
| 8e | Didier Chaparro     | Colombie | IDEA-Ag. Antioqueño-Ind. Antioquia-Lot. Medellín | + 2 min 36 s     |
| 9e | Javier Jamaica      | Colombie | Colnago CM Team                                  | + 3 min 27 s     |
| 10e | Juan Tito Rendón    | Colombie | UAE Team Colombia                                | + 3 min 51 s     |

| Classement par points | Classement par points | Classement par points | Classement par points                    | Classement par points |
| Coureur               | Coureur               | Pays                  | Équipe                                   | Points                |
| --------------------- | --------------------- | --------------------- | ---------------------------------------- | --------------------- |
| 1er                   | Óscar Sevilla         | Espagne               | Medellín                                 | 45 pts                |
| 2e                    | Adrián Bustamante     | Colombie              | UAE Team Colombia                        | 32 pts                |
| 3e                    | José Tito Hernández   | Colombie              | Medellín                                 | 31 pts                |
| 4e                    | Cristhian Montoya     | Colombie              | Medellín                                 | 28 pts                |
| 5e                    | Óscar Quiroz          | Colombie              | Colombia Tierra de Atletas-GW Bicicletas | 26 pts                |
| 6e                    | Rafael Pineda         | Colombie              | UAE Team Colombia                        | 26 pts                |
| 7e                    | Brayan Sánchez        | Colombie              | Medellín                                 | 25 pts                |
| 8e                    | Javier Jamaica        | Colombie              | Colnago CM Team                          | 21 pts                |
| 9e                    | Didier Merchán        | Colombie              | Colombia Tierra de Atletas-GW Bicicletas | 21 pts                |
| 10e                   | Fabio Duarte          | Colombie              | Medellín                                 | 21 pts                |

| Classement par points | Classement par points | Classement par points | Classement par points                    | Classement par points |
| Coureur               | Coureur               | Pays                  | Équipe                                   | Points                |
| --------------------- | --------------------- | --------------------- | ---------------------------------------- | --------------------- |
| 1er                   | Óscar Sevilla         | Espagne               | Medellín                                 | 45 pts                |
| 2e                    | Adrián Bustamante     | Colombie              | UAE Team Colombia                        | 32 pts                |
| 3e                    | José Tito Hernández   | Colombie              | Medellín                                 | 31 pts                |
| 4e                    | Cristhian Montoya     | Colombie              | Medellín                                 | 28 pts                |
| 5e                    | Óscar Quiroz          | Colombie              | Colombia Tierra de Atletas-GW Bicicletas | 26 pts                |
| 6e                    | Rafael Pineda         | Colombie              | UAE Team Colombia                        | 26 pts                |
| 7e                    | Brayan Sánchez        | Colombie              | Medellín                                 | 25 pts                |
| 8e                    | Javier Jamaica        | Colombie              | Colnago CM Team                          | 21 pts                |
| 9e                    | Didier Merchán        | Colombie              | Colombia Tierra de Atletas-GW Bicicletas | 21 pts                |
| 10e                   | Fabio Duarte          | Colombie              | Medellín                                 | 21 pts                |

| Classement de la montagne | Classement de la montagne | Classement de la montagne | Classement de la montagne                      | Classement de la montagne |
| Coureur                   | Coureur                   | Pays                      | Équipe                                         | Points                    |
| ------------------------- | ------------------------- | ------------------------- | ---------------------------------------------- | ------------------------- |
| 1er                       | Salvador Moreno Hernández | Colombie                  | EBSA Empresa de Energía Boyacá                 | 63 pts                    |
| 2e                        | Cristhian Montoya         | Colombie                  | Medellín                                       | 33 pts                    |
| 3e                        | Nicolás Paredes           | Colombie                  | Medellín                                       | 27 pts                    |
| 4e                        | Brayan Sánchez            | Colombie                  | Medellín                                       | 24 pts                    |
| 5e                        | Robinson Chalapud         | Colombie                  | Medellín                                       | 18 pts                    |
| 6e                        | José Tito Hernández       | Colombie                  | Medellín                                       | 14 pts                    |
| 7e                        | Adrián Bustamante         | Colombie                  | UAE Team Colombia                              | 14 pts                    |
| 8e                        | Diego Cano                | Colombie                  | Colombia Tierra de Atletas-GW Bicicletas       | 13 pts                    |
| 9e                        | Julián Cardona            | Colombie                  | Colnago CM Team                                | 12 pts                    |
| 10e                       | Camilo Castiblanco        | Colombie                  | Alcaldía de La Vega - Loteboy - A Tope Cycling | 11 pts                    |

| Classement de la montagne | Classement de la montagne | Classement de la montagne | Classement de la montagne                      | Classement de la montagne |
| Coureur                   | Coureur                   | Pays                      | Équipe                                         | Points                    |
| ------------------------- | ------------------------- | ------------------------- | ---------------------------------------------- | ------------------------- |
| 1er                       | Salvador Moreno Hernández | Colombie                  | EBSA Empresa de Energía Boyacá                 | 63 pts                    |
| 2e                        | Cristhian Montoya         | Colombie                  | Medellín                                       | 33 pts                    |
| 3e                        | Nicolás Paredes           | Colombie                  | Medellín                                       | 27 pts                    |
| 4e                        | Brayan Sánchez            | Colombie                  | Medellín                                       | 24 pts                    |
| 5e                        | Robinson Chalapud         | Colombie                  | Medellín                                       | 18 pts                    |
| 6e                        | José Tito Hernández       | Colombie                  | Medellín                                       | 14 pts                    |
| 7e                        | Adrián Bustamante         | Colombie                  | UAE Team Colombia                              | 14 pts                    |
| 8e                        | Diego Cano                | Colombie                  | Colombia Tierra de Atletas-GW Bicicletas       | 13 pts                    |
| 9e                        | Julián Cardona            | Colombie                  | Colnago CM Team                                | 12 pts                    |
| 10e                       | Camilo Castiblanco        | Colombie                  | Alcaldía de La Vega - Loteboy - A Tope Cycling | 11 pts                    |

| Classement des sprints | Classement des sprints | Classement des sprints | Classement des sprints                         | Classement des sprints |
| Coureur                | Coureur                | Pays                   | Équipe                                         | Points                 |
| ---------------------- | ---------------------- | ---------------------- | ---------------------------------------------- | ---------------------- |
| 1er                    | Jordan Parra           | Colombie               | EBSA Empresa de Energía Boyacá                 | 14 pts                 |
| 2e                     | Camilo Castiblanco     | Colombie               | Alcaldía de La Vega - Loteboy - A Tope Cycling | 9 pts                  |
| 3e                     | Jhon Iguavita          | Colombie               | Alcaldía de La Vega - Loteboy - A Tope Cycling | 9 pts                  |
| 4e                     | Brayan Sánchez         | Colombie               | Medellín                                       | 6 pts                  |
| 5e                     | Felipe Morales         | Colombie               | Team Neiva - HyF Sport                         | 5 pts                  |
| 6e                     | Weimar Roldán          | Colombie               | Medellín                                       | 4 pts                  |
| 7e                     | Santiago Ramírez       | Colombie               | Avinal-GW-Sistecrédito                         | 4 pts                  |
| 8e                     | David Hoyos            | Colombie               | Avinal-Sistecredito-GW                         | 4 pts                  |
| 9e                     | Cristhian Montoya      | Colombie               | Medellín                                       | 3 pts                  |
| 10e                    | Jaime Castañeda        | Colombie               | Fuerzas Armadas - Alcubo Travel                | 3 pts                  |

| Classement des sprints | Classement des sprints | Classement des sprints | Classement des sprints                         | Classement des sprints |
| Coureur                | Coureur                | Pays                   | Équipe                                         | Points                 |
| ---------------------- | ---------------------- | ---------------------- | ---------------------------------------------- | ---------------------- |
| 1er                    | Jordan Parra           | Colombie               | EBSA Empresa de Energía Boyacá                 | 14 pts                 |
| 2e                     | Camilo Castiblanco     | Colombie               | Alcaldía de La Vega - Loteboy - A Tope Cycling | 9 pts                  |
| 3e                     | Jhon Iguavita          | Colombie               | Alcaldía de La Vega - Loteboy - A Tope Cycling | 9 pts                  |
| 4e                     | Brayan Sánchez         | Colombie               | Medellín                                       | 6 pts                  |
| 5e                     | Felipe Morales         | Colombie               | Team Neiva - HyF Sport                         | 5 pts                  |
| 6e                     | Weimar Roldán          | Colombie               | Medellín                                       | 4 pts                  |
| 7e                     | Santiago Ramírez       | Colombie               | Avinal-GW-Sistecrédito                         | 4 pts                  |
| 8e                     | David Hoyos            | Colombie               | Avinal-Sistecredito-GW                         | 4 pts                  |
| 9e                     | Cristhian Montoya      | Colombie               | Medellín                                       | 3 pts                  |
| 10e                    | Jaime Castañeda        | Colombie               | Fuerzas Armadas - Alcubo Travel                | 3 pts                  |

| Classement du meilleur jeune | Classement du meilleur jeune | Classement du meilleur jeune | Classement du meilleur jeune             | Classement du meilleur jeune |
| Coureur                      | Coureur                      | Pays                         | Équipe                                   | Temps                        |
| ---------------------------- | ---------------------------- | ---------------------------- | ---------------------------------------- | ---------------------------- |
| 1er                          | Didier Merchán               | Colombie                     | Colombia Tierra de Atletas-GW Bicicletas | 21 h 40 min 05 s             |
| 2e                           | Rafael Pineda                | Colombie                     | UAE Team Colombia                        | + 34 s                       |
| 3e                           | Adrián Bustamante            | Colombie                     | UAE Team Colombia                        | + 50 s                       |
| 4e                           | Juan Tito Rendón             | Colombie                     | UAE Team Colombia                        | + 3 min 23 s                 |
| 5e                           | Wilson Peña                  | Colombie                     | Colombia Tierra de Atletas-GW Bicicletas | + 5 min 03 s                 |
| 6e                           | Esteban Toro Zuluaga         | Colombie                     | UAE Team Colombia                        | + 12 min 00 s                |
| 7e                           | Roosbelth Rojas              | Colombie                     | UAE Team Colombia                        | + 12 min 53 s                |
| 8e                           | Santiago Ramírez             | Colombie                     | Avinal-GW-Sistecrédito                   | + 16 min 01 s                |
| 9e                           | Saúl Burgos                  | Colombie                     | Colnago CM Team                          | + 16 min 33 s                |
| 10e                          | José Vega                    | Colombie                     | Avinal-GW-Sistecrédito                   | + 21 min 11 s                |

| Classement du meilleur jeune | Classement du meilleur jeune | Classement du meilleur jeune | Classement du meilleur jeune             | Classement du meilleur jeune |
| Coureur                      | Coureur                      | Pays                         | Équipe                                   | Temps                        |
| ---------------------------- | ---------------------------- | ---------------------------- | ---------------------------------------- | ---------------------------- |
| 1er                          | Didier Merchán               | Colombie                     | Colombia Tierra de Atletas-GW Bicicletas | 21 h 40 min 05 s             |
| 2e                           | Rafael Pineda                | Colombie                     | UAE Team Colombia                        | + 34 s                       |
| 3e                           | Adrián Bustamante            | Colombie                     | UAE Team Colombia                        | + 50 s                       |
| 4e                           | Juan Tito Rendón             | Colombie                     | UAE Team Colombia                        | + 3 min 23 s                 |
| 5e                           | Wilson Peña                  | Colombie                     | Colombia Tierra de Atletas-GW Bicicletas | + 5 min 03 s                 |
| 6e                           | Esteban Toro Zuluaga         | Colombie                     | UAE Team Colombia                        | + 12 min 00 s                |
| 7e                           | Roosbelth Rojas              | Colombie                     | UAE Team Colombia                        | + 12 min 53 s                |
| 8e                           | Santiago Ramírez             | Colombie                     | Avinal-GW-Sistecrédito                   | + 16 min 01 s                |
| 9e                           | Saúl Burgos                  | Colombie                     | Colnago CM Team                          | + 16 min 33 s                |
| 10e                          | José Vega                    | Colombie                     | Avinal-GW-Sistecrédito                   | + 21 min 11 s                |

### Classement par équipes
| Classement par équipes | Classement par équipes                         | Classement par équipes | Classement par équipes |
| Équipe                 | Équipe                                         | Pays                   | Temps                  |
| ---------------------- | ---------------------------------------------- | ---------------------- | ---------------------- |
| 1re                    | Medellín                                       | Colombie               | 62 h 24 min 57 s       |
| 2e                     | UAE Team Colombia                              | Colombie               | + 4 min 29 s           |
| 3e                     | Colombia Tierra de Atletas-GW Bicicletas       | Colombie               | + 16 min 23 s          |
| 4e                     | Aguardiente Néctar-Indeportes Cundinamarca     | Colombie               | + 31 min 52 s          |
| 5e                     | Avinal-Sistecredito-GW                         | Colombie               | + 36 min 43 s          |
| 6e                     | Colnago CM Team                                | Colombie               | + 38 min 13 s          |
| 7e                     | EBSA Empresa de Energía Boyacá                 | Colombie               | + 43 min 41 s          |
| 8e                     | Alcaldía de La Vega - Loteboy - A Tope Cycling | Colombie               | + 1 h 09 min 32 s      |
| 9e                     | Manzur Cycling Design                          | Colombie               | + 1 h 14 min 39 s      |
| 10e                    | Equipo Continental Orgullo Paisa               | Colombie               | + 1 h 33 min 56 s      |

## Évolution des classements
| Étapes             | Vainqueur          | Classement général  | Classement des moins de 23 ans | Classement de la montagne | Classement de la régularité | Classement des étapes volantes | Classement des sprints spéciaux | Classement par équipes |
| ------------------ | ------------------ | ------------------- | ------------------------------ | ------------------------- | --------------------------- | ------------------------------ | ------------------------------- | ---------------------- |
| 1re étape          | Team Medellín      | Brayan Sánchez      | Wilson Peña                    | Edison Muñoz              | Óscar Quiroz                | Andrés Camilo Pedroza          | Diego Cano                      | Team Medellín          |
| 2e étape           | Edison Muñoz       | Óscar Sevilla       | Wilson Peña                    | Juan José Carrero         | Edison Muñoz                | Javier González                | Bernardo Suaza                  | Team Medellín          |
| 3e étape           | Óscar Quiroz       | Óscar Quiroz        | Wilson Peña                    | Salvador Moreno           | Óscar Quiroz                | Bernardo Suaza                 | Bernardo Suaza                  | Team Medellín          |
| 4e étape           | Róbigzon Oyola     | Rafael Pineda       | Rafael Pineda                  | Salvador Moreno           | Óscar Quiroz                | Nelson Soto                    | Bernardo Suaza                  | Team Medellín          |
| 5e étape           | Óscar Sevilla      | José Tito Hernández | Didier Merchán                 | Salvador Moreno           | Óscar Sevilla               | Nelson Soto                    | Bernardo Suaza                  | Team Medellín          |
| 6e étape           | Javier Jamaica     | José Tito Hernández | Didier Merchán                 | Salvador Moreno           | Óscar Sevilla               | Jordan Parra                   | Andrés Camilo Pedroza           | Team Medellín          |
| 7e étape           | Adrián Bustamante  | José Tito Hernández | Didier Merchán                 | Salvador Moreno           | Óscar Sevilla               | Jordan Parra                   | Andrés Camilo Pedroza           | Team Medellín          |
| 8e étape           | Cristhian Montoya  | José Tito Hernández | Didier Merchán                 | Salvador Moreno           | Óscar Sevilla               | Jordan Parra                   | Andrés Camilo Pedroza           | Team Medellín          |
| Classements finals | Classements finals | José Tito Hernández | Didier Merchán                 | Salvador Moreno           | Óscar Sevilla               | Jordan Parra                   | Andrés Camilo Pedroza           | Team Medellín          |

## Liste des participants
- Liste de départ complète

| Légende                      | Légende                                                                                                  | Légende                         | Légende |
| ---------------------------- | --- | ------------------------------- | --- |
| Num                          | Dossard de départ porté par le coureur sur ce Tour de Colombie                                           | Pos                             | Position finale au classement général                                                                       |
| Leader du classement général | Indique le vainqueur du classement général                                                               | Leader du classement par points | Indique le vainqueur du classement de la régularité                                                         |
|                              | Indique le vainqueur du classement de la montagne                                                        |                                 | Indique le vainqueur du classement des sprints spéciaux                                                     |
|                              | Indique le vainqueur du classement des moins de 23 ans                                                   | *                               | Indique un coureur en lice pour le classement des moins de 23 ans (coureurs nés après le 1er janvier 1998)  |
| #                            | Indique la meilleure équipe                                                                              |                                 | Indique le vainqueur du classement des étapes volantes                                                      |
| NP                           | Indique un coureur qui n'a pas pris le départ d'une étape, suivi du numéro de l'étape où il s'est retiré | AB                              | Indique un coureur contraint à l'abandon, suivi du numéro de l'étape où il s'est retiré                     |
| HD                           | Indique un coureur qui a terminé une étape hors des délais, suivi du numéro de l'étape                   | EX                              | Indique un coureur exclu pour non-respect du règlement, suivi du numéro de l'étape où il s'est fait exclure |

| Team Medellín                             | Team Medellín                  | Team Medellín |
| ----------------------------------------- | ------------------------------ | ------------- |
| Num                                       | Coureur                        | Pos           |
| 1                                         | Óscar Sevilla Colombie Espagne | 2e            |
| 2                                         | Fabio Duarte Colombie          | 6e            |
| 3                                         | José Tito Hernández Colombie   | 1er           |
| 4                                         | Cristhian Montoya Colombie     | 29e           |
| 5                                         | Brayan Sánchez Colombie        | 7e            |
| 6                                         | Nicolás Paredes Colombie       | 14e           |
| 7                                         | Robinson Chalapud Colombie     | 41e           |
| 8                                         | Weimar Roldán Colombie         | 75e           |
| 9                                         | Róbigzon Oyola Colombie        | 24e           |
| 10                                        | Walter Vargas Colombie         | 69e           |
| Directeur sportif : José Julián Velásquez |                                |               |

| Supergiros - Alcaldía de Manizales         | Supergiros - Alcaldía de Manizales | Supergiros - Alcaldía de Manizales |
| ------------------------------------------ | ---------------------------------- | ---------------------------------- |
| Num                                        | Coureur                            | Pos                                |
| 11                                         | Walter Pedraza Colombie            | NP-5                               |
| 12                                         | Bernardo Suaza Colombie            | NP-6                               |
| 13                                         | Edwin Carvajal Colombie            | NP-6                               |
| 14                                         | Javier González Colombie           | NP-6                               |
| 15                                         | Yeison Rincón Colombie             | NP-6                               |
| 16                                         | Rubén Acosta Colombie              | NP-5                               |
| 17                                         | Leison Maca Colombie*              | NP-6                               |
| 18                                         | Juan José Amador Colombie*         | NP-2                               |
| 19                                         | Heberth Gutiérrez Colombie*        | NP-6                               |
| Directeur sportif : Luis Fernando Otálvaro |                                    |                                    |

| Colnago CM Team                    | Colnago CM Team             | Colnago CM Team |
| ---------------------------------- | --------------------------- | --------------- |
| Num                                | Coureur                     | Pos             |
| 31                                 | Julián Cardona Colombie     | 44e             |
| 35                                 | Alejandro Villada Colombie* | 89e             |
| 36                                 | Brayan Borda Colombie*      | 46e             |
| 37                                 | Saúl Burgos Colombie*       | 22e             |
| 38                                 | Jerson Urbano Colombie      | AB-4            |
| 39                                 | Ferney Restrepo Colombie    | AB-6            |
| 40                                 | Javier Jamaica Colombie     | 9e              |
| Directeur sportif : Jorge Arbeláez |                             |                 |

| UAE Team Colombia (es) | UAE Team Colombia (es)        | UAE Team Colombia (es) |
| ---------------------- | ----------------------------- | ---------------------- |
| Num                    | Coureur                       | Pos                    |
| 41                     | Adrián Bustamante Colombie*   | 5e                     |
| 42                     | Rafael Pineda Colombie*       | 4e                     |
| 43                     | Juan Tito Rendón Colombie*    | 10e                    |
| 44                     | Juan Pablo Vallejo Colombie*  | 35e                    |
| 45                     | Roosbelth Rojas Colombie*     | 19e                    |
| 46                     | Juan Pablo Restrepo Colombie* | 28e                    |
| 47                     | Daniel Arroyave Colombie*     | 45e                    |
| 48                     | Germán Gómez Colombie*        | 30e                    |
| 49                     | Esteban Toro Colombie*        | 18e                    |

| Aguardiente Néctar - Indeportes Cundinamarca | Aguardiente Néctar - Indeportes Cundinamarca | Aguardiente Néctar - Indeportes Cundinamarca |
| -------------------------------------------- | -------------------------------------------- | -------------------------------------------- |
| Num                                          | Coureur                                      | Pos                                          |
| 51                                           | Yecid Sierra Colombie                        | 11e                                          |
| 52                                           | Juan José Carrero Colombie                   | 64e                                          |
| 53                                           | Juan Sebastián Forero Colombie*              | 78e                                          |
| 54                                           | Rafael Hernández Colombie                    | 38e                                          |
| 55                                           | Edwin Sánchez Colombie                       | 71e                                          |
| 56                                           | Anderson Bejarano Colombie*                  | AB-3                                         |
| 57                                           | Edwin Avella Colombie*                       | 76e                                          |
| 58                                           | Wilson Cardona Colombie                      | 15e                                          |
| 59                                           | Óscar Pachón Colombie                        | 43e                                          |
| Directeur sportif : Danilo Alvis             |                                              |                                              |

| Edimar - Quicideportes - Carnaval del Pollo | Edimar - Quicideportes - Carnaval del Pollo | Edimar - Quicideportes - Carnaval del Pollo |
| ------------------------------------------- | ------------------------------------------- | ------------------------------------------- |
| Num                                         | Coureur                                     | Pos                                         |
| 61                                          | Octavio Otero Colombie                      | 48e                                         |
| 62                                          | Duván Atapuma Colombie*                     | NP-5                                        |
| 63                                          | Edgar Tique Colombie                        | 94e                                         |
| 64                                          | Manuel Ausique Colombie                     | NP-8                                        |
| 65                                          | Salomon Usuga Colombie                      | 107e                                        |
| 66                                          | Jonathan González Colombie*                 | 60e                                         |
| 67                                          | David Duarte Colombie*                      | AB-6                                        |
| 68                                          | Carlos Álvarez Colombie*                    | 85e                                         |
| 69                                          | Óscar Rico Colombie*                        | 90e                                         |
| Directeur sportif : Marcos Rincón           |                                             |                                             |

| Colombia Tierra de Atletas - GW Bicicletas | Colombia Tierra de Atletas - GW Bicicletas | Colombia Tierra de Atletas - GW Bicicletas |
| ------------------------------------------ | ------------------------------------------ | ------------------------------------------ |
| Num                                        | Coureur                                    | Pos                                        |
| 71                                         | Darwin Atapuma Colombie                    | NP-8                                       |
| 72                                         | Hernán Aguirre Colombie                    | NP-6                                       |
| 73                                         | Miguel Ángel Rubiano Colombie              | 31e                                        |
| 74                                         | Diego Cano Colombie                        | 33e                                        |
| 75                                         | Óscar Quiroz Colombie                      | 20e                                        |
| 76                                         | Nelson Soto Colombie                       | NP-6                                       |
| 77                                         | Andrés Camilo Pedroza Colombie             | 55e                                        |
| 78                                         | Javier Ignacio Montoya Colombie            | 23e                                        |
| 79                                         | Wilson Peña Colombie*                      | 13e                                        |
| 80                                         | Didier Merchán Colombie*                   | 3e                                         |
| Directeur sportif : Luis Alfonso Cely      |                                            |                                            |

| IDEA - Aguardiente Antioqueño - Indeportes Antioquia - Lotería de Medellín | IDEA - Aguardiente Antioqueño - Indeportes Antioquia - Lotería de Medellín | IDEA - Aguardiente Antioqueño - Indeportes Antioquia - Lotería de Medellín |
| -------------------------------------------------------------------------- | -------------------------------------------------------------------------- | -------------------------------------------------------------------------- |
| Num                                                                        | Coureur                                                                    | Pos                                                                        |
| 82                                                                         | Didier Chaparro Colombie                                                   | 8e                                                                         |
| 83                                                                         | Edison Muñoz Colombie                                                      | NP-6                                                                       |
| 85                                                                         | Stiber Ortiz Colombie                                                      | NP-8                                                                       |
| 87                                                                         | Juan Esteban Villada Colombie*                                             | 57e                                                                        |
| 88                                                                         | Carlos Galvis Colombie*                                                    | AB-3                                                                       |
| 89                                                                         | Camilo Zapata Colombie*                                                    | 62e                                                                        |
| Directeur sportif : Héctor Castaño                                         |                                                                            |                                                                            |

| EBSA Empresa de Energía de Boyacá   | EBSA Empresa de Energía de Boyacá | EBSA Empresa de Energía de Boyacá |
| ----------------------------------- | --------------------------------- | --------------------------------- |
| Num                                 | Coureur                           | Pos                               |
| 91                                  | Salvador Moreno Colombie          | 16e                               |
| 92                                  | Jahir Pérez Colombie              | AB-8                              |
| 93                                  | Carlos Herney Soler Colombie*     | NP-3                              |
| 95                                  | Carlos Parra Colombie             | 52e                               |
| 96                                  | Jordan Parra Colombie             | 77e                               |
| 97                                  | Wilson Rodríguez Colombie         | 40e                               |
| 98                                  | Steven Calderón Colombie          | 65e                               |
| 99                                  | Michael Rodríguez Colombie        | 12e                               |
| Directeur sportif : Wilson Marentes |                                   |                                   |

| Avinal - GW Bicicletas - Sistecrédito | Avinal - GW Bicicletas - Sistecrédito | Avinal - GW Bicicletas - Sistecrédito |
| ------------------------------------- | ------------------------------------- | ------------------------------------- |
| Num                                   | Coureur                               | Pos                                   |
| 101                                   | Esneider Báez Colombie*               | 37e                                   |
| 102                                   | Juan Diego Guerrero Colombie          | 26e                                   |
| 103                                   | José Vega Colombie*                   | 25e                                   |
| 104                                   | Daniel Hoyos Colombie                 | 27e                                   |
| 105                                   | César Medina Colombie*                | 96e                                   |
| 106                                   | Santiago Ramírez Colombie*            | 21e                                   |
| 107                                   | Esteban Guerrero Colombie*            | 66e                                   |
| 108                                   | Agustín Blanco Colombie*              | 86e                                   |
| Directeur sportif : Jahir Henao       |                                       |                                       |

| Team Neiva - HyF Sport                   | Team Neiva - HyF Sport       | Team Neiva - HyF Sport |
| ---------------------------------------- | ---------------------------- | ---------------------- |
| Num                                      | Coureur                      | Pos                    |
| 111                                      | Banzer Bernal Colombie       | 53e                    |
| 112                                      | Felipe Morales Colombie*     | 67e                    |
| 113                                      | Jorge Rodríguez Colombie     | 49e                    |
| 114                                      | Víctor Torres Colombie       | 101e                   |
| 115                                      | Juan Manuel Suárez Colombie* | 72e                    |
| 116                                      | Andrés Henao Colombie*       | 83e                    |
| 117                                      | Jhon Cocunubo Colombie*      | 93e                    |
| 118                                      | Yeferson Mantilla Colombie*  | 70e                    |
| 119                                      | Raúl Saavedra Colombie*      | 108e                   |
| 120                                      | Juan Saavedra Colombie*      | 106e                   |
| Directeur sportif : Alirio Chizabas (es) |                              |                        |

| Manzur Cycling Design               | Manzur Cycling Design       | Manzur Cycling Design |
| ----------------------------------- | --------------------------- | --------------------- |
| Num                                 | Coureur                     | Pos                   |
| 121                                 | Adwin Sandoval Colombie     | 61e                   |
| 122                                 | Coulton Hartrich États-Unis | 56e                   |
| 123                                 | Jair Aparicio Colombie      | 17e                   |
| 124                                 | Héctor Delgado Colombie     | 51e                   |
| 125                                 | Roberto Estrada Colombie*   | 73e                   |
| 126                                 | William Cerquera Colombie   | 54e                   |
| 127                                 | Juan Arbeláez Colombie*     | 92e                   |
| 128                                 | Wilfredo Moreno Colombie*   | 98e                   |
| Directeur sportif : Jairo Hernández |                             |                       |

| Tolima es Pasión - Sheffy | Tolima es Pasión - Sheffy | Tolima es Pasión - Sheffy |
| ------------------------- | ------------------------- | ------------------------- |
| Num                       | Coureur                   | Pos                       |
| 131                       | Johan Vargas Colombie*    | 82e                       |
| 132                       | Kevin Arango Colombie*    | 102e                      |
| 133                       | Edison Ibañez Colombie    | AB-3                      |
| 134                       | Yerzon Sánchez Colombie   | 39e                       |
| 135                       | Jorge Ortiz Colombie      | 91e                       |
| 136                       | Stiven Hererra Colombie   | 68e                       |
| 137                       | Pedro Velandia Colombie   | 97e                       |
| 138                       | Holmann Arevalo Colombie* | 81e                       |
| 139                       | Juan Echevarría Colombie* | 42e                       |
| 140                       | Juan Rodríguez Colombie*  | 105e                      |
| Directeur sportif :       |                           |                           |

| Fuerzas Armadas - Alcubo Travel         | Fuerzas Armadas - Alcubo Travel | Fuerzas Armadas - Alcubo Travel |
| --------------------------------------- | ------------------------------- | ------------------------------- |
| Num                                     | Coureur                         | Pos                             |
| 141                                     | Jhon Fredy Ávila Colombie       | 58e                             |
| 142                                     | Yeisson Quetama Colombie        | 74e                             |
| 143                                     | Nicolás García Colombie         | 104e                            |
| 144                                     | Jaime Castañeda Colombie        | 36e                             |
| 145                                     | Daniel Canavid Colombie         | 80e                             |
| 146                                     | Miguel Velandia Colombie        | 100e                            |
| Directeur sportif : Yoedison Bustamante |                                 |                                 |

| Fundación Depormundo                       | Fundación Depormundo        | Fundación Depormundo |
| ------------------------------------------ | --------------------------- | -------------------- |
| Num                                        | Coureur                     | Pos                  |
| 151                                        | Fabián Arciniegas Colombie* | 63e                  |
| 152                                        | Germán Sánchez Colombie*    | 84e                  |
| 153                                        | Camilo Torres Colombie*     | 99e                  |
| 154                                        | Cristian Torres Colombie    | 103e                 |
| 156                                        | Daniel Gómez Colombie*      | 109e                 |
| 157                                        | Fabián Cifuentes Colombie*  | 88e                  |
| 159                                        | Manuel Díaz Colombie*       | NP-3                 |
| Directeur sportif : Marco Tulio Bustamante |                             |                      |

| Alcaldía de La Vega - Loteboy - A Tope Cycling | Alcaldía de La Vega - Loteboy - A Tope Cycling | Alcaldía de La Vega - Loteboy - A Tope Cycling |
| ---------------------------------------------- | ---------------------------------------------- | ---------------------------------------------- |
| Num                                            | Coureur                                        | Pos                                            |
| 161                                            | Sebastián Caro Colombie                        | NP-6                                           |
| 162                                            | Camilo Castiblanco Colombie                    | 34e                                            |
| 163                                            | Edgar Torres Colombie*                         | 79e                                            |
| 164                                            | Camilo Aroca Colombie                          | AB-3                                           |
| 165                                            | Diyer Rincón Colombie                          | 32e                                            |
| 166                                            | Miguel Mogollón Colombie*                      | 47e                                            |
| 167                                            | Jhon Iguavita Colombie*                        | 50e                                            |
| 168                                            | Robert Acosta Colombie*                        | 87e                                            |
| 169                                            | Yeison López Colombie*                         | 95e                                            |
| 170                                            | Alex Zapata Colombie*                          | 59e                                            |
| Directeur sportif : Andrés Miguel Díaz         |                                                |                                                |